# Пајн Гроув (Вашингтон)
Пајн Гроув (енгл. Pine Grove) насељено је место без административног статуса у америчкој савезној држави Вашингтон.

## Демографија
По попису из 2010. године број становника је 145.
| Група             | 2000.    | 2010.       |
| Белци             | 0 (0,0%) | 133 (91,7%) |
| Афроамериканци    | 0 (0,0%) | 0 (0,0%)    |
| Азијати           | 0 (0,0%) | 0 (0,0%)    |
| Хиспаноамериканци | 0 (0,0%) | 3 (2,1%)    |
| Укупно            | 0        | 145         |